# Тьеполо, Лоренцо
Лоренцо Тьеполо (итал. Lorenzo Tièpolo; ?, Венеция — 15 августа 1275, Венеция) — 46-й венецианский дож.

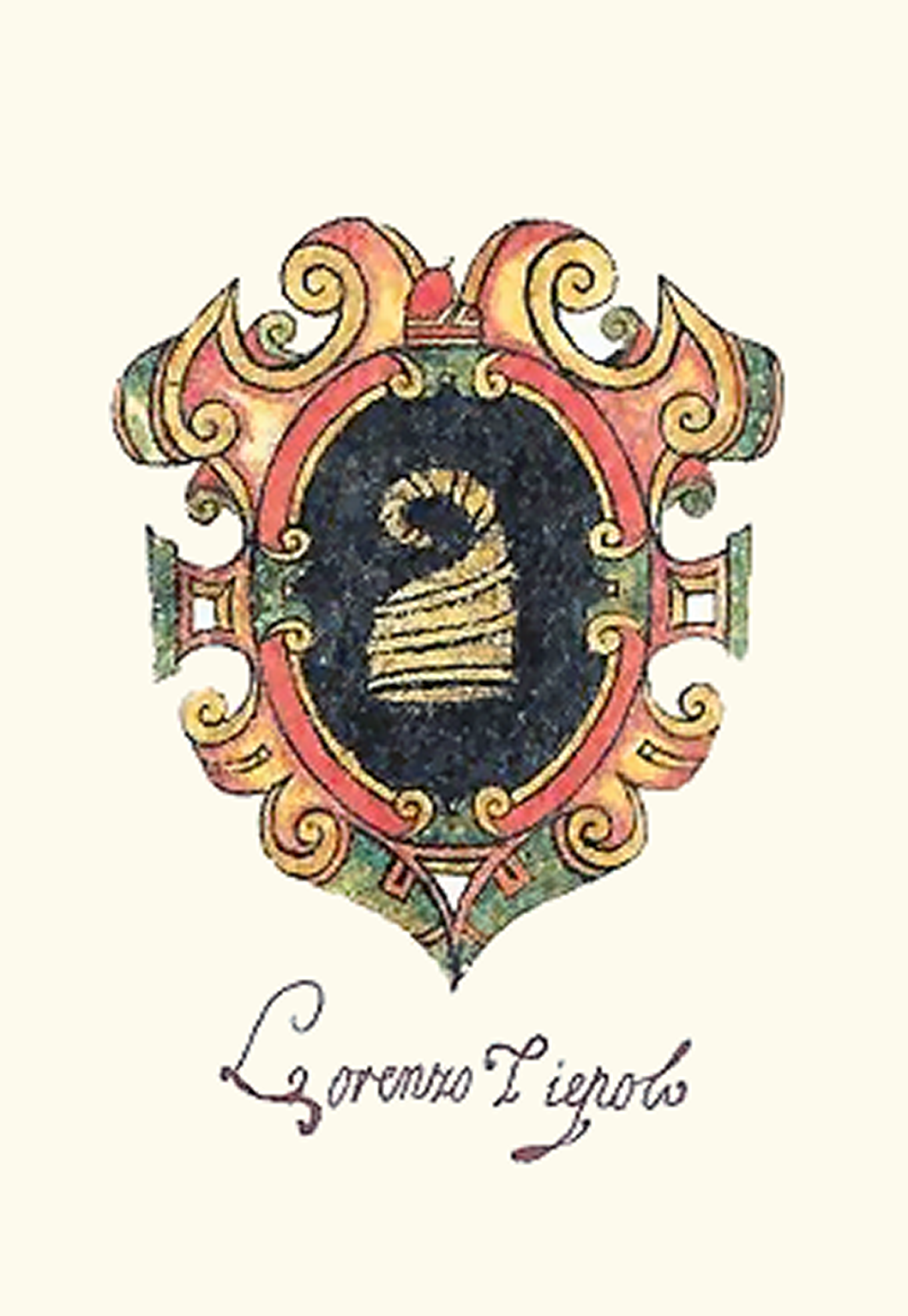
Герб Лоренцо Тьеполо.

Родился в Венеции в семье дожа Якопо Тьеполо. Будучи взрослым, при отце, находившемся у власти, принимал активное участие в политической жизни Республики.
Лоренцо Тьеполо также проявил хорошие качества военачальника, когда во время войны святого Саввы с Генуей нанёс поражение противнику при Акре в 1257 году.
Его вторая жена, Маргарита, была дочерью правителя княжества Рашки.
В 1268 году, после смерти дожа Реньеро Дзено, Лоренцо был наиболее логичным кандидатом на пост правителя республики. Он был избран 23 июля 1268 года 25 голосами из 41. Выбор Лоренцо Тьеполо был встречен большим одобрением населения, иностранные правители без радости отнеслись к назначению. Определённая враждебность была проявлена к дожу со стороны благородных семей, которым не нравился протекционизм Тьеполо, проявляемый к своим сыновьям.
В 1270 году, после более десяти лет войны, был подписан важный мирный договор с Генуэзской республикой в Кремоне, подтверждавший венецианское господство в Адриатическом море (фактическое окончание этой войны произошло лишь в 1299 году).
Тем не менее, в том же году из-за коммерческих претензий, война вспыхнула вновь. Против венецианской республики выступила лига итальянских городов: Болонья, Тревизо, Верона, Мантуя, Феррара, Кремона, Анкона и другие.
После первоначальных неудач в 1271 году, венецианцы переломили ситуацию и заключили мирное соглашение с благоприятными для себя условиями.
При правлении Лоренцо Тьеполо, в 1273 году, в Китай отправился Марко Поло.

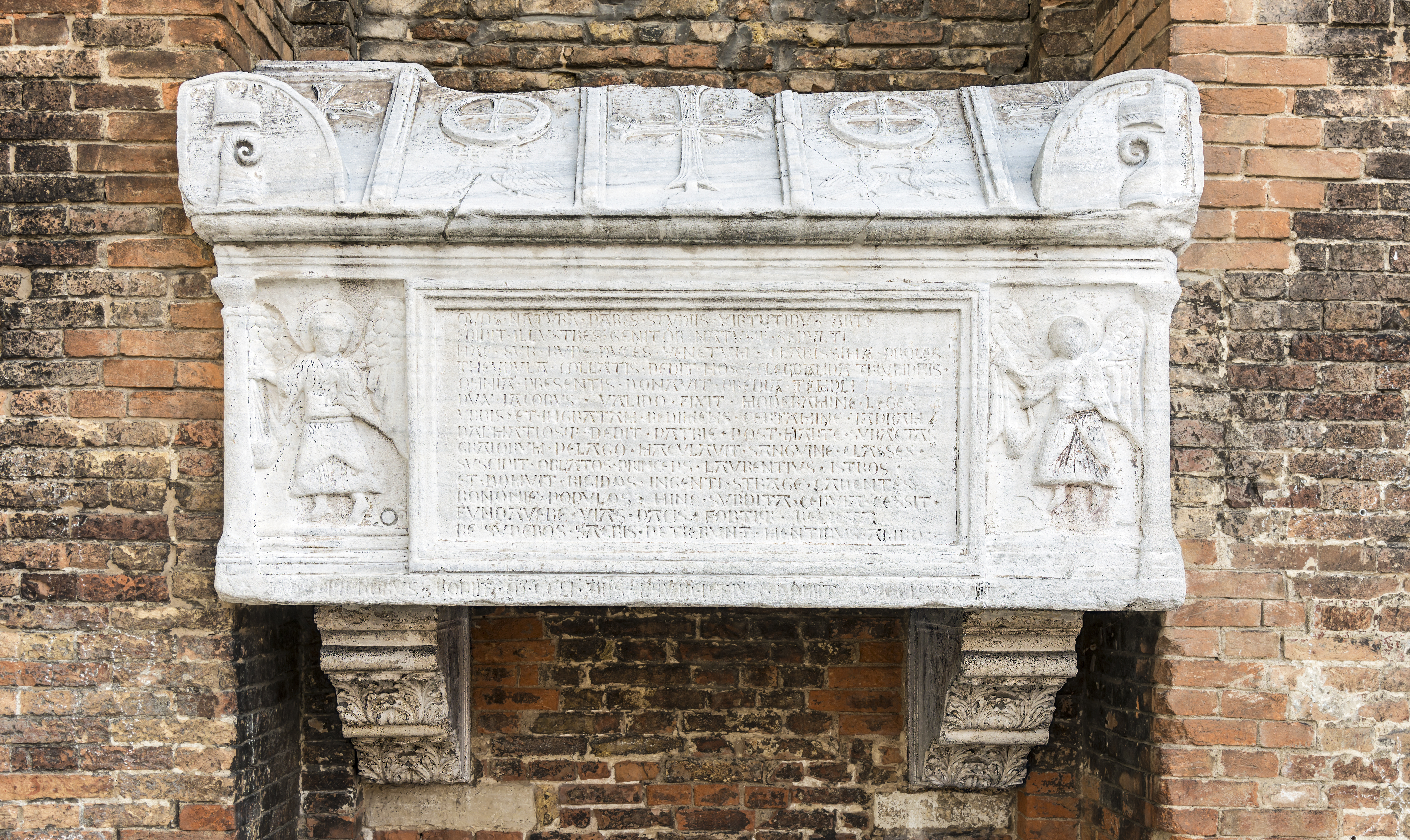
Гробница Якопо и Лоренцо Тьеполо

Тьеполо умер в Венеции в 15 августа 1275 года. Гробница дожа находится в соборе Санти-Джованни-э-Паоло.